# Mont Clapier
Mont Clapier (of Monte Clapier) is een berg die zowel in Frankrijk als in Italië gelegen is.
In Frankrijk ligt de berg in Nationaal park Mercantour in de regio Provence-Alpes-Côte d'Azur en in Italië in de regio Piëmont.
De berg heeft een hoogte van 3045 meter en is onderdeel van het Mercantour-massief. Aan de Italiaanse zijde ligt de meest zuidelijk gelegen gletsjer in de Alpen, op ongeveer 40 km van de Middellandse Zee. Bovendien is het meest zuidelijke berg in de Alpen van meer dan 3000 meter hoog.